# Frans Jozef van Hohenzollern-Emden
Franz Joseph Maria Ludwig Anton Thassilo Prinz von Hohenzollern-Emden (Heiligendamm, 30 augustus 1891 − Tübingen, 3 april 1964) was de zoon van Willem van Hohenzollern en Maria Theresia van Bourbon. Hij was net iets later geboren dan zijn tweelingbroer Friedrich. Hij was een Duitse prins uit het huis Hohenzollern.

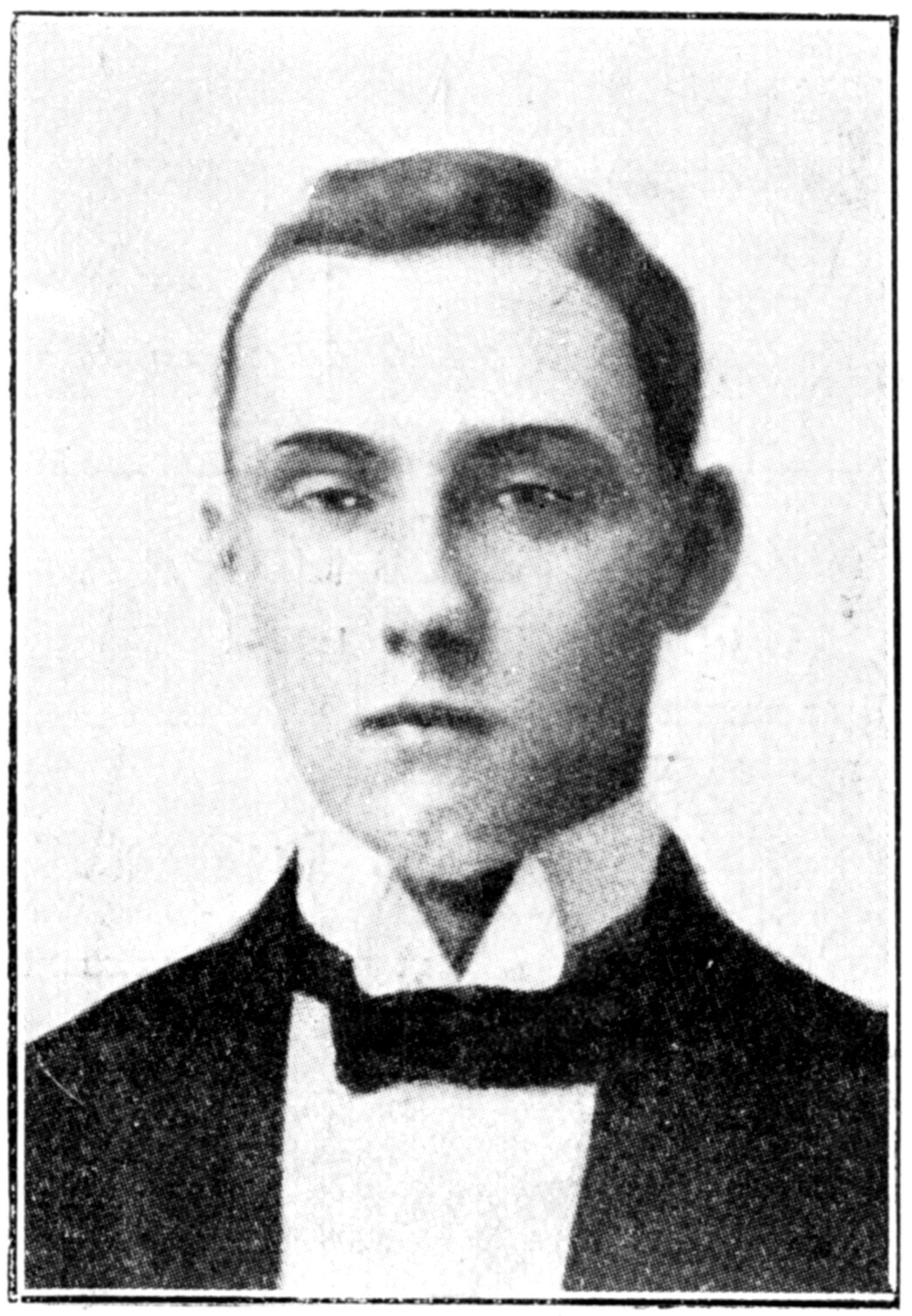
Franz-Ioseph de Hohenzollern

Hij trouwde op 25 mei 1921 met Maria Alix Luitpolda van Saksen (1901-1990), een dochter van Frederik August III van Saksen en Louise van Toscane.
Uit dit huwelijk werden de volgende kinderen geboren:
- Karl Anton (1922-1993)
- Meinrad (1925-2009)
- Maria Margaretha (1928-2006)
- Emanuel Joseph (1929-1999)

Hij was korvetkapitein der reserve. Tijdens de Eerste Wereldoorlog diende Frans Jozef in de Kaiserliche Marine op de SMS Emden. Hij vocht onder meer in de slag van de Cocoseilanden. Bij Allerhoogst Kabinetsbesluit van de Duitse keizer Wilhelm II zoals bevestigd door het Pruisisch ministerie van Binnenlandse Zaken van 18 november 1933 kreeg hij toestemming het naamsdeel "Emden" achter het zijne te voegen, ter herinnering aan de bezetting van de Duitse kruiser; vanaf dat moment was zijn naam Frans Jozef Prinz von Hohenzollern-Emden. Zijn kinderen, allen geboren voor 1933, droegen de geslachtsnaam Prinz(essin) von Hohenzollern.
In 1930 werd Hohenzollern lid van de NSDAP, in 1933 gevolgd door het lidmaatschap van de SS. 